# Stefano il Postumo
Stefano il Postumo (in ungherese Utószülött István; Wehrda, 1236 – Venezia, 10 aprile 1271) fu figlio di Andrea II d'Ungheria e dalla sua terza moglie, Beatrice d'Este.
Considerato un figlio illegittimo di Beatrice, la quale era stata accusata di infedeltà dai suoi cognati, tra cui il re Béla IV d'Ungheria, a Stefano non fu permesso di ricevere dall'Ungheria le rendite ducali a cui avrebbe avuto diritto in quanto figlio di un sovrano magiaro.
Stefano sposò dapprima una vedova, Isabella Traversari, dalla quale ebbe un figlio che visse per pochi anni di nome Stefano. La sua seconda moglie fu invece Tomasina Morosini e il loro figlio sarebbe poi diventato re Andrea III d'Ungheria, uno degli ultimi Arpadi al potere.

## Biografia

### Primi anni
(Chronica Picta)

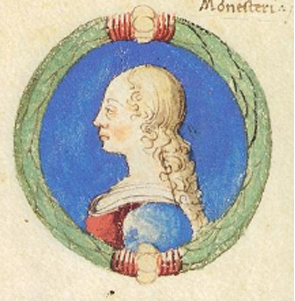
La regina Beatrice d'Este, madre di Stefano

L'anziano Andrea II, rimasto vedovo di recente per la seconda volta, sposò la ventitreenne Beatrice d'Este ad Albareale il 14 maggio 1234, nonostante i suoi figli Béla e Colomanno fossero nettamente contrari al suo terzo matrimonio. Era incinta quando Andrea II morì il 21 settembre 1235. Il figlio maggiore del re, Béla IV, salì al trono ungherese poco dopo. Béla e Colomanno la accusarono di aver avuto, mentre Andrea era ancora in vita, una relazione adulterina con l'influente nobile Denis. Béla IV rimosse e punì molti dei più stretti consiglieri del padre, tra cui Denis, che fu accecato e imprigionato; morì in questa condizione. Béla ordinò anche l'imprigionamento di Beatrice, che però riuscì a fuggire nel Sacro Romano Impero, dove all'inizio del 1236 diede alla luce un figlio postumo nella città di Wehrda, nel Langraviato di Turingia (odierna Marburgo). Béla e Colomanno consideravano il figlio un bastardo frutto della relazione extraconiugale della regina con il comes Denis. Le cronache successive, tra cui ad esempio la Chronica Picta, le quali cercavano di dimostrare l'origine legittima di Andrea III, ignoravano questi dettagli e sottolineavano come Beatrice voleva tornare a casa di sua spontanea volontà.
Stefano doveva il nome a Santo Stefano, il primo re d'Ungheria, con il quale la regina Beatrice cercava di sottolineare l'origine legittima del figlio. La regina esiliata con il suo bambino iniziò il suo viaggio verso Ferrara sei mesi dopo, con l'intenzione di vivere alla corte dello zio. Tuttavia, il marchese Azzo VII respinse la sua richiesta e rifiutò di restituirle i suoi antichi possedimenti. Ciò la costrinse a trascorrere gli anni successivi vagando per l'Italia, ma non ricevette alcun sostegno finanziario significativo per promuovere la causa del figlio. Alla fine, papa Innocenzo IV decise di concedere le rendite di 35 monasteri in Italia e stabilizzare la sua condizione finanziaria. Beatrice inviò il figlio Stefano, all'età di 7 anni, alla corte di Azzo VII a Ferrara nel 1243, dove trascorse l'infanzia e ricevette un'educazione cavalleresca. In quel frangente fu promesso in sposa a Isabella, figlia di Pietro II Traversari. Beatrice non rinunciò mai alle pretese del figlio di ricevere le entrate ducali dall'Ungheria. Cercò di convincere la Repubblica di Venezia a sostenere Stefano durante la guerra con l'Ungheria, ma la Serenissima promise al re Béla IV che non avrebbe appoggiato Beatrice e il figlio nella pace del 30 giugno 1244, la quale pose fine alla campagna di Dalmazia. Beatrice morì nel monastero di Gemola, sui colli Euganei, nella prima metà del 1245.

### Adulterio
(Chronica Picta)
Stefano rimase orfano all'età di nove anni. Come attesta una lettera della Santa Sede del 25 febbraio 1250, papa Innocenzo continuò a sostenerlo finanziariamente, dopo che i sopraccitati 35 monasteri cominciarono ad avanzare delle perplessità nella necessità di concedere le loro entrate a Stefano in seguito alla morte di Beatrice. Secondo una cronaca del XVI secolo, Stefano conobbe le condizioni politiche e sociali del suo luogo d'origine, quando i frati francescani ungheresi visitarono la corte di Azzo. Lo storico umanista del XV secolo Antonio Bonfini sosteneva che i tratti fisionomici di Stefano lasciavano intendere la sua discendenza reale e ricordavano in particolare il padre Andrea II. Nel frattempo, il marchese era rimasto senza discendenti maschi legittimi dopo la morte del figlio Rinaldo I d'Este nel 1251. In seguito, Stefano fu considerato erede presuntivo della signoria di Ferrara in quanto parente maschio più prossimo, ma Azzo VII adottò suo nipote Obizzo, figlio naturale di Rinaldo e lo dichiarò suo erede. Obizzo fu poi legittimato da papa Innocenzo IV nel 1252.

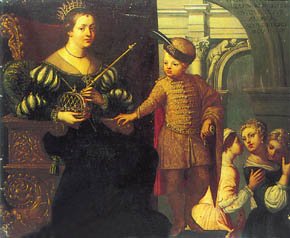
La seconda moglie di Stefano, Tomasina Morosini, con il figlio Andrea, futuro re d'Ungheria

Intorno al 1252, Stefano lasciò la corte di Azzo e si recò nel regno d'Aragona, dove la sorellastra Iolanda era la regina consorte, ma morì nell'autunno del 1251. Tuttavia, Stefano godette dell'ospitalità del cognato re Giacomo I d'Aragona e della sua famiglia. In quell'occasione, Stefano fu riconosciuto come membro legittimo della dinastia degli Arpadi. Qualche tempo dopo, nella prima metà del 1250, Stefano tornò in Italia e partì per il rivale del prozio, Pietro II Traversari, che ricopriva la carica di podestà di Ravenna, mentre Azzo era considerato il capo delle forze ghibelline nella Marca Anconitana, i Traversari (in quanto ghibellini) sostenevano gli sforzi dei sacri romani imperatori in Romagna. Stefano si stabilì nella regione il decennio successivo; secondo Ludovico Antonio Muratori, Stefano sposò nel 1262 la figlia di Pietro, Isabella, con cui era già stato fidanzato in precedenza ed era vedova del patrizio locale Tomaso de Foliano. Anche Stefano fu ammesso alla famiglia Traversari e venne autorizzato a portare il loro cognome. Dal matrimonio nacque un figlio, Stefano, ma ben presto sia Isabella che il neonato morirono intorno al 1263.
Poco dopo, Stefano lasciò Ravenna alla volta della Repubblica di Venezia, dove rappresentava gli interessi politici e commerciali dei Traversari. Lì Stefano sposò, intorno al 1264, Tomasina Morosini, figlia del ricco patrizio veneziano Michele Sbarra Morosini. Grazie a questo matrimonio, Stefano acquisì grandi ricchezze e influenza politica; i Morosini erano una delle dinastie politiche di maggiore spicco di Venezia. Dal matrimonio nacque un figlio, Andrea, nato intorno al 1265. Secondo la Chronica Picta, Stefano fu eletto podestà dai cittadini di Ravenna, durante la guerra interna tra le famiglie dei Traversari e dei da Polenta (questi ultimi alla fine espulsero i loro nemici dalla città nel 1275 durante una rivolta). Stefano strinse stretti rapporti con l'influente arcivescovo Filippo Fontana di Pistoia. Dopo la morte di Azzo VII, i capi guelfi elessero Obizzo II come successivo signore di Ferrara nel febbraio 1264, Stefano perse l'ultima flebile speranza di ottenere un qualche lascito. I tentativi di cercare alleati contro Obizzo, rivolgendosi ad esempio a Carlo I d'Angiò intorno al 1267, naufragarono miseramente.
Béla IV morì nel maggio del 1270 e suo figlio Stefano V (nipote di Stefano il Postumo) gli succedette come re d'Ungheria. Quando Ottocaro II di Boemia invase l'Ungheria nella primavera del 1271, il monarca boemo contattò Stefano e gli suggerì di proporsi quale pretendente al trono ungherese contro Stefano V. Tuttavia, gli ungheresi ottennero una vittoria decisiva nel maggio 1271. Gli inviati dei due re raggiunsero a un accordo a Presburgo (oggi Bratislava, in Slovacchia) il 2 luglio. Nel documento, Ottocaro II, tra l'altro, promise di rinunciare all'appoggio di Stefano il Postumo come pretendente al trono ungherese. Nel frattempo Stefano, che si era ammalato e risiedeva nel Palazzo San Giuliano dei Morosini a Venezia, compilò le sue ultime volontà il 10 aprile 1271. Nel documento si definiva "duca di Slavonia" e "figlio del defunto re Andrea", ma la sua pretesa alla corona d'Ungheria non veniva menzionata nel testamento. Egli dichiarò il figlio minorenne Andrea come erede delle sue pretese in Ungheria e in Italia (Slavonia ed Este, rispettivamente) e nominò i due parenti della moglie, il fratello Albertino Morosini e il cognato Marino Gradenigo, come tutori di Andrea. Stefano menzionò anche i suoi due figli naturali, senza specificarne il nome e l'età, di cui si prese cura finanziariamente e verosimilmente con le rendite della Slavonia e di Este, dopo che il suo erede Andrea fosse entrato in possesso di questi due possedimenti. Stefano morì poco dopo, plausibilmente già prima della firma del trattato di Presburgo. Fu sepolto nella chiesa omonima dell'isola di San Michele a Venezia, all'interno della tomba della famiglia Morosini. Dopo i tentativi falliti nel 1278 e nel 1287, suo figlio Andrea acquisì con successo il trono ungherese nel 1290, diventando l'ultimo monarca della dinastia degli Arpadi.

## Ascendenza
|                       |                |                          | Genitori                |  |  | Nonni |  |  | Bisnonni           |  |  | Trisnonni          |  |
|                       |                |                          |                         |  |  |       |  |  | Géza II d'Ungheria |  |  | Béla II d'Ungheria |  |
|                       |                |                          |                         |  |  |       |  |  | Géza II d'Ungheria |  |  | Béla II d'Ungheria |  |
|                       |                | Elena di Rascia          |                         |  |  |       |  |  | Géza II d'Ungheria |  |  |                    |  |
| Béla III d'Ungheria   |                |                          |                         |  |  |       |  |  | Géza II d'Ungheria |  |  |                    |  |
|                       |                | Efrosin'ja Mstislavna    | Mstislav I di Kiev      |  |  |       |  |  |                    |  |  |                    |  |
|                       |                | Efrosin'ja Mstislavna    | Mstislav I di Kiev      |  |  |       |  |  |                    |  |  |                    |  |
|                       |                | Efrosin'ja Mstislavna    | Ljubava Dmitr'evna      |  |  |       |  |  |                    |  |  |                    |  |
| Andrea II d'Ungheria  |                | Efrosin'ja Mstislavna    |                         |  |  |       |  |  |                    |  |  |                    |  |
|                       |                | Rinaldo di Châtillon     | Enrico di Châtillon     |  |  |       |  |  |                    |  |  |                    |  |
|                       |                | Rinaldo di Châtillon     | Enrico di Châtillon     |  |  |       |  |  |                    |  |  |                    |  |
|                       |                | Rinaldo di Châtillon     | …                       |  |  |       |  |  |                    |  |  |                    |  |
| Agnese d'Antiochia    |                | Rinaldo di Châtillon     |                         |  |  |       |  |  |                    |  |  |                    |  |
|                       |                | Costanza d'Antiochia     | Boemondo II d'Antiochia |  |  |       |  |  |                    |  |  |                    |  |
|                       |                | Costanza d'Antiochia     | Boemondo II d'Antiochia |  |  |       |  |  |                    |  |  |                    |  |
|                       |                | Costanza d'Antiochia     | Alice di Antiochia      |  |  |       |  |  |                    |  |  |                    |  |
| Stefano il Postumo    |                | Costanza d'Antiochia     |                         |  |  |       |  |  |                    |  |  |                    |  |
|                       | Azzo VI d'Este | Obizzo I d'Este          |                         |  |  |       |  |  |                    |  |  |                    |  |
|                       | Azzo VI d'Este | Obizzo I d'Este          |                         |  |  |       |  |  |                    |  |  |                    |  |
|                       | Azzo VI d'Este | Sofia da Lendinara       |                         |  |  |       |  |  |                    |  |  |                    |  |
| Aldobrandino I d'Este | Azzo VI d'Este |                          |                         |  |  |       |  |  |                    |  |  |                    |  |
|                       |                | Sofia degli Aldobrandini | …                       |  |  |       |  |  |                    |  |  |                    |  |
|                       |                | Sofia degli Aldobrandini | …                       |  |  |       |  |  |                    |  |  |                    |  |
|                       |                | Sofia degli Aldobrandini | …                       |  |  |       |  |  |                    |  |  |                    |  |
| Beatrice d'Este       |                | Sofia degli Aldobrandini |                         |  |  |       |  |  |                    |  |  |                    |  |
|                       |                | …                        | …                       |  |  |       |  |  |                    |  |  |                    |  |
|                       |                | …                        | …                       |  |  |       |  |  |                    |  |  |                    |  |
|                       |                | …                        | …                       |  |  |       |  |  |                    |  |  |                    |  |
| …                     |                | …                        |                         |  |  |       |  |  |                    |  |  |                    |  |
|                       |                | …                        | …                       |  |  |       |  |  |                    |  |  |                    |  |
|                       |                | …                        | …                       |  |  |       |  |  |                    |  |  |                    |  |
|                       |                | …                        | …                       |  |  |       |  |  |                    |  |  |                    |  |
|                       |                | …                        |                         |  |  |       |  |  |                    |  |  |                    |  |

### Fonti primarie
- Dezső Dercsényi, Leslie S. Domonkos (a cura di), Chronica Picta, Corvina, Taplinger Publishing, 1970, ISBN 0-8008-4015-1.

### Fonti secondarie
- (HU) Gyula Kristó e Ferenc Makk, Az Árpád-ház uralkodói [Sovrani della casata degli Arpadi], I.P.C. Könyvek, 1996, ISBN 963-7930-97-3.
- (HU) Albert Nyáry, Posthumus István, az utolsó Árpád-király atyja [Stefano il Postumo, il Padre dell'Ultimo Re degli Arpadi], in Századok, vol. 3, n. 6, Magyar Történelmi Társulat, 1869,  pp. 378-396, ISSN 0039-8098 (WC · ACNP).
- (HU) Zsuzsa Teke, István 6. (utószülött), in Gyula Kristó, Pál Engel e Ferenc Makk, Korai magyar történeti lexikon (9-14. század) [Enciclopedia dell'Antica Storia Ungherese (IX-XIV secolo)], Akadémiai Kiadó, 1994, ISBN 963-05-6722-9.
- (HU) Mór Wertner, Az Árpádok családi története [Storia della Famiglia degli Arpadi], Szabó Ferencz N.-eleméri plébános & Pleitz Fer. Pál Könyvnyomdája, 1892.
- (HU) Attila Zsoldos, III. András, in Kornél Szovák, József Szentpéteri e Margit Szakács, Szent István és III. András [Santo Stefano e Andrea III], Kossuth Kiadó, 2003,  pp. 119-227, ISBN 963-09-4461-8.